# Fruchtkörper
Fruchtkörper (Karposoma) sind die Fortpflanzungsorgane mehrzelliger Pilze. Sie entsprechen dem, was man gemeinhin als „Pilz“ bezeichnet. Dagegen verstehen Biologen unter einem Pilz den gesamten Organismus, also auch die Teile, die meist im Substrat oder Boden verborgen sind und als Myzel bezeichnet werden.
Vergleicht man Pilze mit höheren Pflanzen, so entsprechen die Fruchtkörper der Pilze den Blüten der Pflanzen. Der Fruchtkörper der Schleimpilze wird auch als Sporocarp bezeichnet, weil in ihm die für die geschlechtliche Vermehrung notwendigen Meiosporen gebildet werden; dieser besteht aus verzweigten, mehr oder weniger miteinander verwachsenen Hyphen, welche die sporenbildenden Strukturen ausbilden und daher auch als generative Hyphen bezeichnet werden.
Wenn die Umweltbedingungen – besonders Temperatur, Feuchtigkeit und Nährstoffangebot – günstig sind, können Fruchtkörper schnell heranwachsen. Früher war die Fruchtkörperform ein sehr wichtiges Kriterium für die systematische Einteilung der Pilze; neuere molekularbiologische Untersuchungen haben aber gezeigt, dass die Morphologie der Fruchtkörper wenig über die Verwandtschaftsverhältnisse eines Pilzes aussagt.

## Fruchtkörpertypen

### Basidiokarpe oder Basidiomata
Bei den Ständerpilzen (Basidiomycota) werden die Fruchtkörper Basidiokarpe bzw. Basidiomata genannt. Ständerpilze nennt man sie, weil ihre Sporen, die Basidiosporen, auf besonderen, ständerartigen Hyphen, den Basidien, gebildet werden. Die Sporen entwickeln sich an den Basidien, werden oft aktiv abgeschleudert und meist vom Wind verbreitet (Beispiele: Champignons, Steinpilze).

### Ascokarpe oder Ascomata
Bei den Schlauchpilzen (Ascomycota) spricht man von Ascomata bzw. Ascokarpen. Die Sporen reifen hier in schlauch- oder sackartigen Zellen heran, die als Asci bezeichnet werden. Aus den Asci werden die Sporen teilweise regelrecht herausgeschleudert (Beispiele: Morcheln, Trüffel).

### Teleomorphe oder Hauptfruchtform
Bei den Großpilzen dienen Fruchtkörper in allererster Linie dazu, die für eine geschlechtliche Fortpflanzung notwendigen haploiden Meiospore zu bilden. Solche Fruchtkörper werden auch Hauptfruchtform oder Teleomorphe genannt.

### Anamorphe oder Nebenfruchtform
Bei vielen Ascomyceten, aber auch bei einigen Basidiomyceten, werden über eine mitotische Teilung ungeschlechtlich Vermehrungssporen – sogenannte Konidiosporen – gebildet. Fruchtkörper, die diese Sporen bilden, werden Anamorphe oder Nebenfruchtform genannt. Bei einigen niederen Pilzen kennt man nur eine ungeschlechtliche Vermehrung über die Anamorphe. Solche Pilze werden auch als Fungi imperfecti bezeichnet.

## Fruchtkörperformen
Die Fruchtkörper können bei Pilzen ganz unterschiedlich geformt sein. Dabei ist die Form des Fruchtkörpers ein wichtiges Bestimmungsmerkmal. Grundsätzlich unterscheidet man die Fruchtkörper danach, ob sich das Hymenium (Fruchtschicht) auf der Außenseite des Fruchtkörpers, auf der Unterseite oder im Inneren des Fruchtkörpers befindet.

## Hymenium auf der Oberfläche oder den Flanken des Fruchtkörpers
Resupinate FruchtkörperAls resupinat bezeichnet man einen Fruchtkörper, der flächig ausgebreitet dem Wirt oder Substrat aufliegt. Auch der Rand liegt auf und ist nicht aufwärts gebogen. Sie kommen sowohl bei Ständerpilzen als auch bei Schlauchpilzen vor. Bei dem Fruchtkörpertyp kann die Fruchtschicht (Hymenium) über die ganze Oberfläche verteilt sein.
Corticoide Fruchtkörper Corticoide Fruchtkörper sind resupinate Fruchtkörper, die krustenförmig und flach auf dem Substrat ausgebreitet sind, ohne dass dabei der Rand oder eine Hutkante absteht. Die Wuchsform ist typisch für viele Rinden- und Schichtpilze.
Becherförmige FruchtkörperBecherförmige Fruchtkörper kommen vor allem bei den Ascomyceten vor. Typisch sind sie zum Beispiel für die Orangebecherlinge (Aleuria).
Clavarioide FruchtkörperClavarioide Fruchtkörpern sind keulenförmig oder korallenförmig, wie das typisch für die Holzkeulen (Xylaria ), Wiesenkeulen (Clavulinopsis) und Korallen (Ramaria) ist.

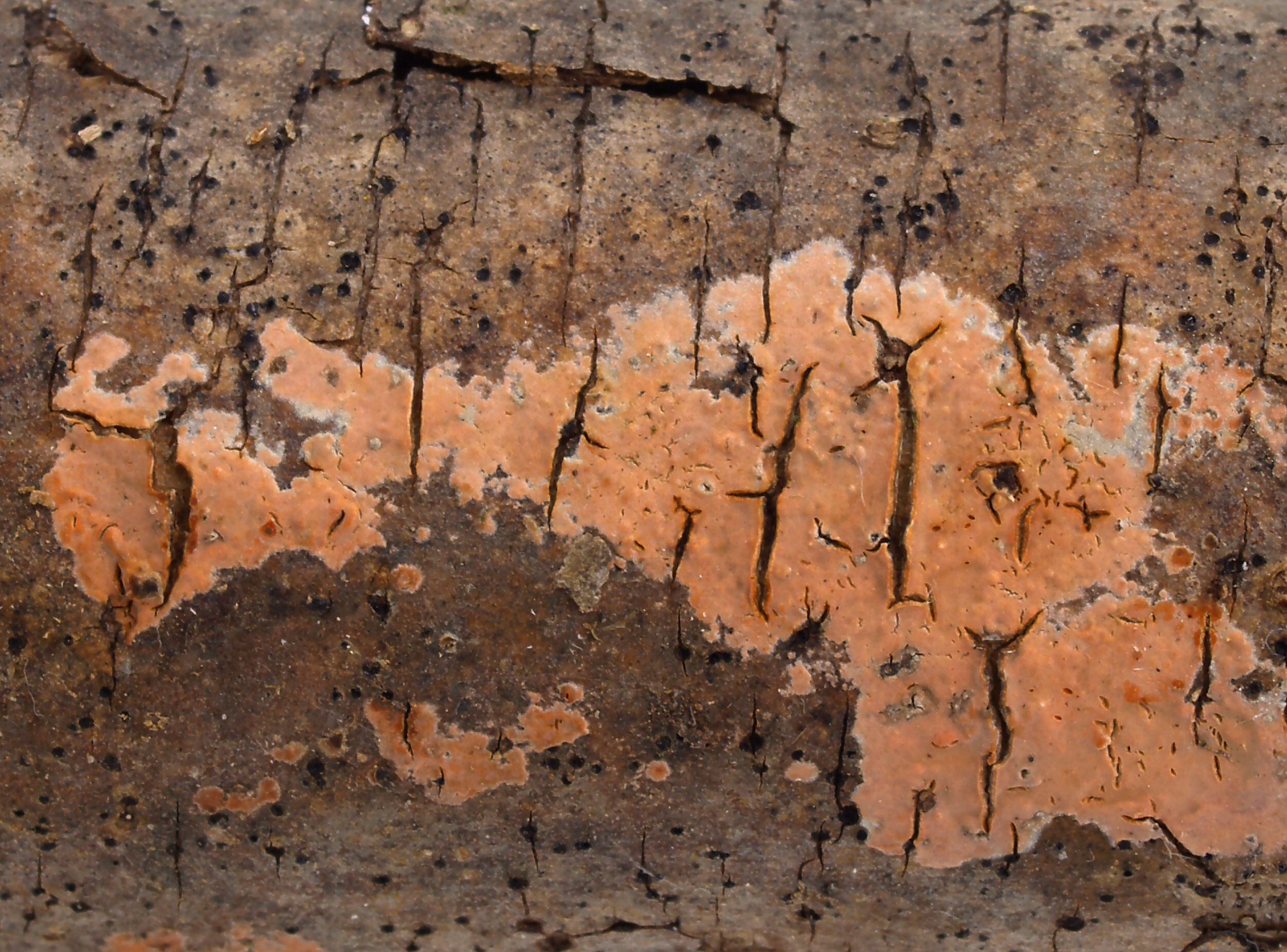
Fleischroter Zystidenrindenpilz (Peniophora incarnata) mit resupinatem bzw. corticoidem Fruchtkörper
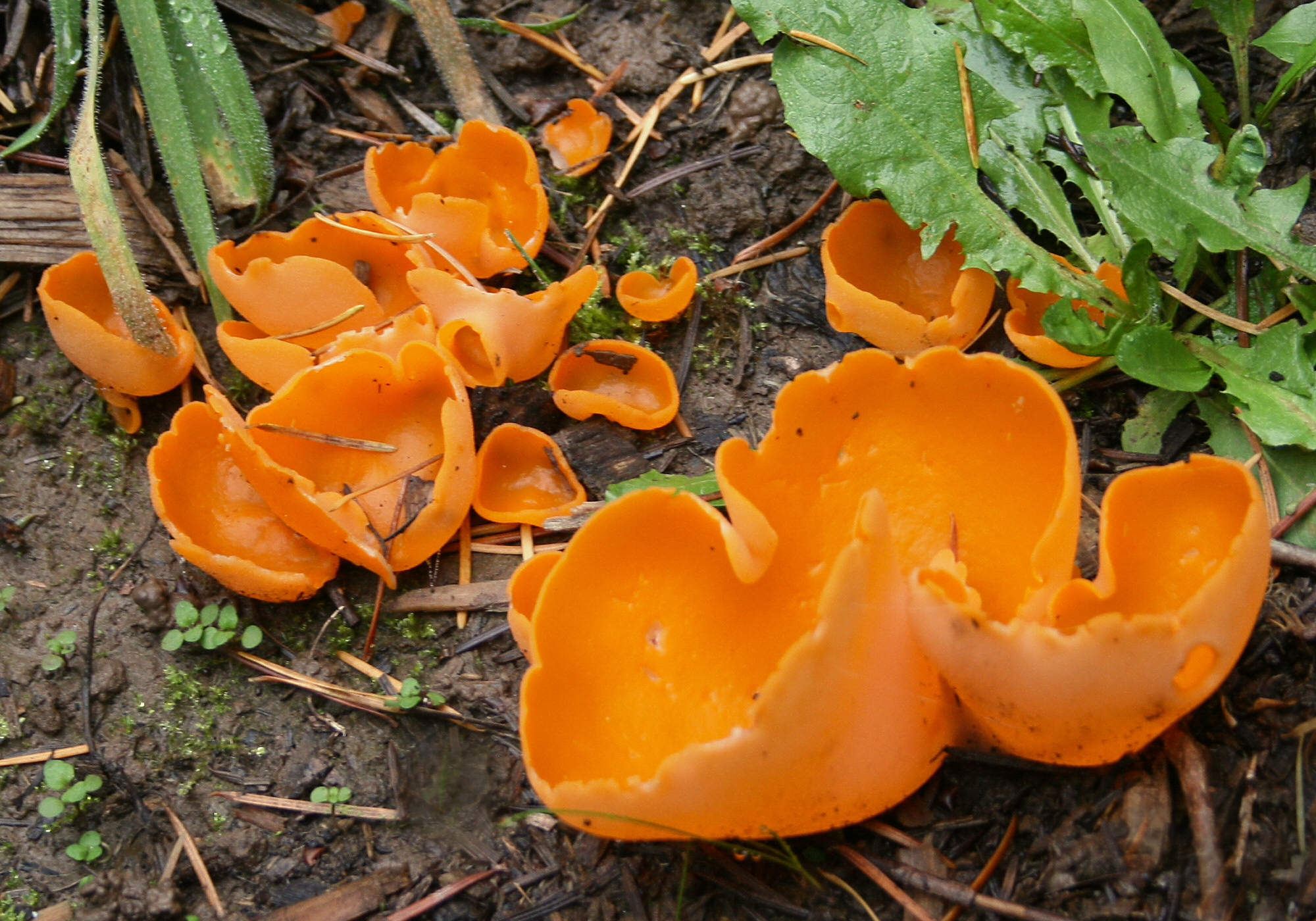
Orangeroter Becherling (Aleuria aurantia) mit becherförmigen Fruchtkörpern
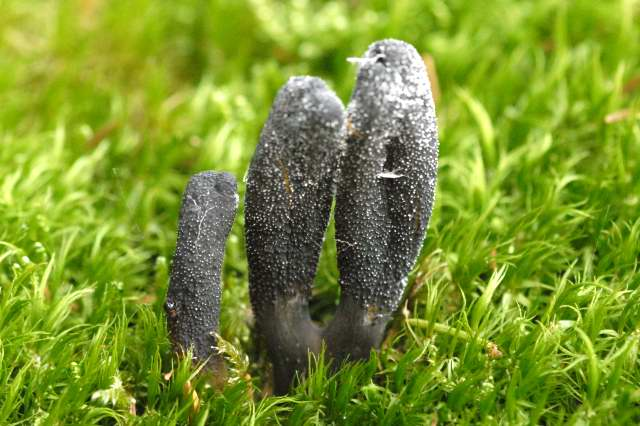
Vielgestaltige Holzkeule (Xylaria polymorpha) mit keulenförmigen Fruchtkörpern
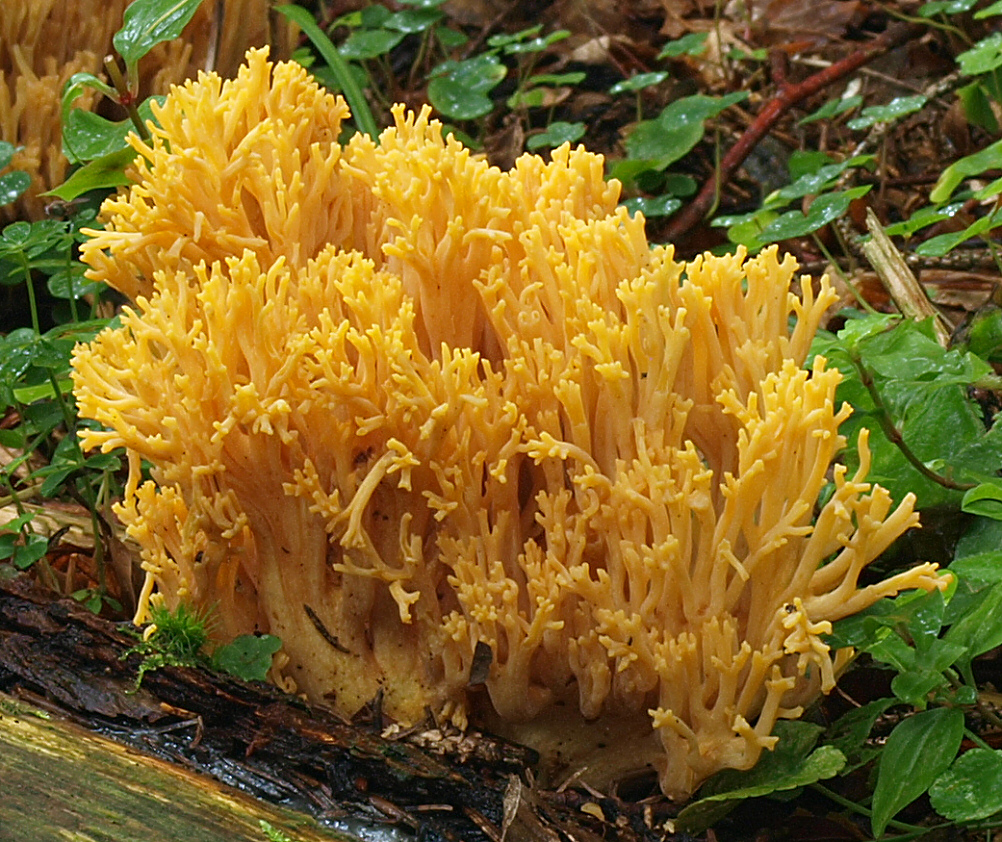
Orangegelbe Gebirgs-Koralle (Ramaria largentii) mit koralligem Fruchtkörper

## Hymenium auf der Unterseite des Hutes
Pileate oder hutförmige FruchtkörperDer Fruchtkörper ist hut- oder konsolenförmig. Das Hymenophor, das von der Fruchtschicht überzogen wird, liegt auf der Unterseite des Hutes. Das Hymenophor hat die Aufgabe, die Oberfläche der Fruchtschicht durch Lamellen, Stacheln oder Röhren zu vergrößern. Fruchtkörper mit Hut, zentral-stehendem Stiel und Lamellen werden auch als agaricoid bezeichnet, da ihr Fruchtkörperbau dem eines Champignons (Agaricus) gleicht. Besitzen sie statt der Lamellen Röhren, werden sie als boletoid (also Steinpilz-ähnlich) bezeichnet. Fruchtkörper mit einem kurzen, seitlichen Stiel bezeichnet man auch als pleurotoid, da dies die typische Wuchsform der Seitlinge (Pleurotus) ist. Pilze mit fächerförmigen Fruchtkörpern werden flabelliform genannt.
Effuso-reflexe FruchtkörperEffus(o)reflex(isch)e Fruchtkörper werden auch als halbresupinat bezeichnet. Auch diese Fruchtkörper liegen dem Substrat auf, die Ränder sind aber hutartig aufwärts gebogen.
Stereoide Fruchtkörper Stereoide Fruchtkörper sind halbresupinate Fruchtkörper wie sie für viele Rinden- und Schichtpilze typisch sind.
Sekotioide FruchtkörperSekotioide Fruchtkörper befinden sich in einem Zwischenstadium zwischen Hutpilz und Bauchpilz. Bei ihnen ist der Stiel oft fast vollständig reduziert und im Hutteil nur noch als Columella erkennbar. Der Hut öffnet sich nur noch unvollständig oder gar nicht mehr. Auch die Lamellen sind nur noch teilweise oder gar nicht mehr vorhanden und werden durch eine kammerige oder schwammig-poröse Gleba ersetzt. Die Sporen fallen nicht mehr ab, sondern werden verstäubt.

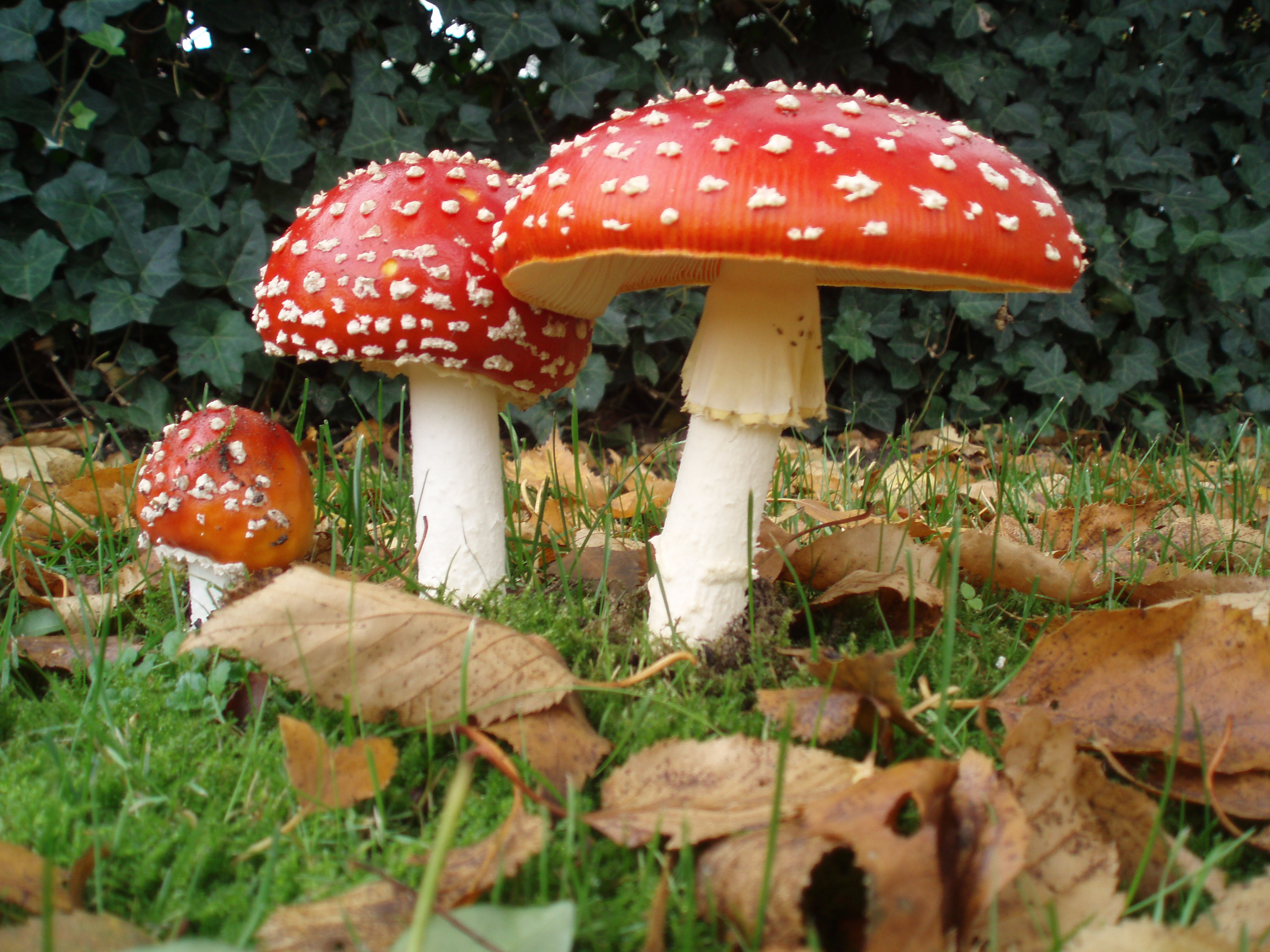
Der Fliegenpilz hat einen agaricoiden Fruchtkörper (Hut, Stiel und Lamellen)
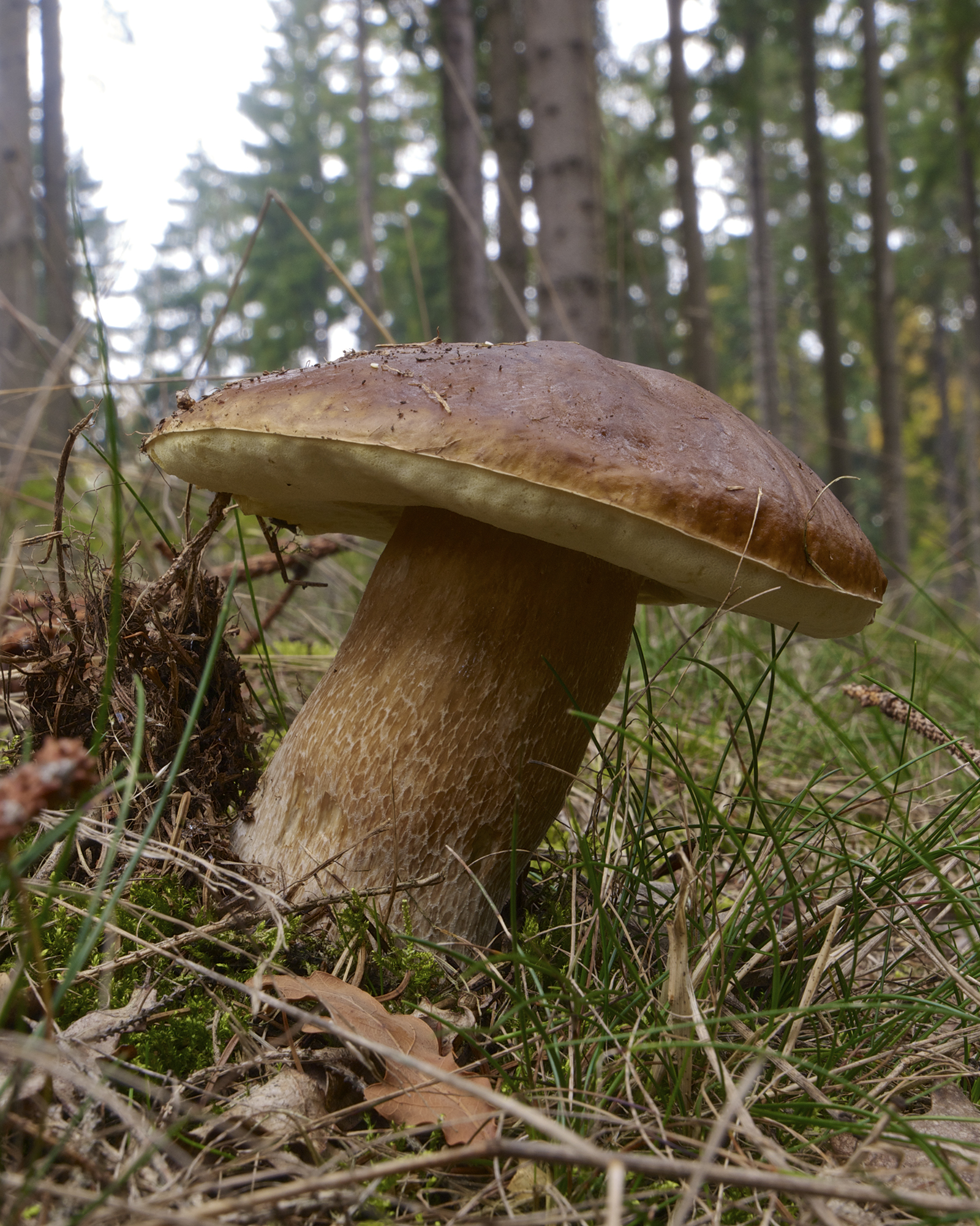
Der Steinpilz hat einen pileaten, boletoiden Fruchtkörper (Hut, Stiel und Röhren)
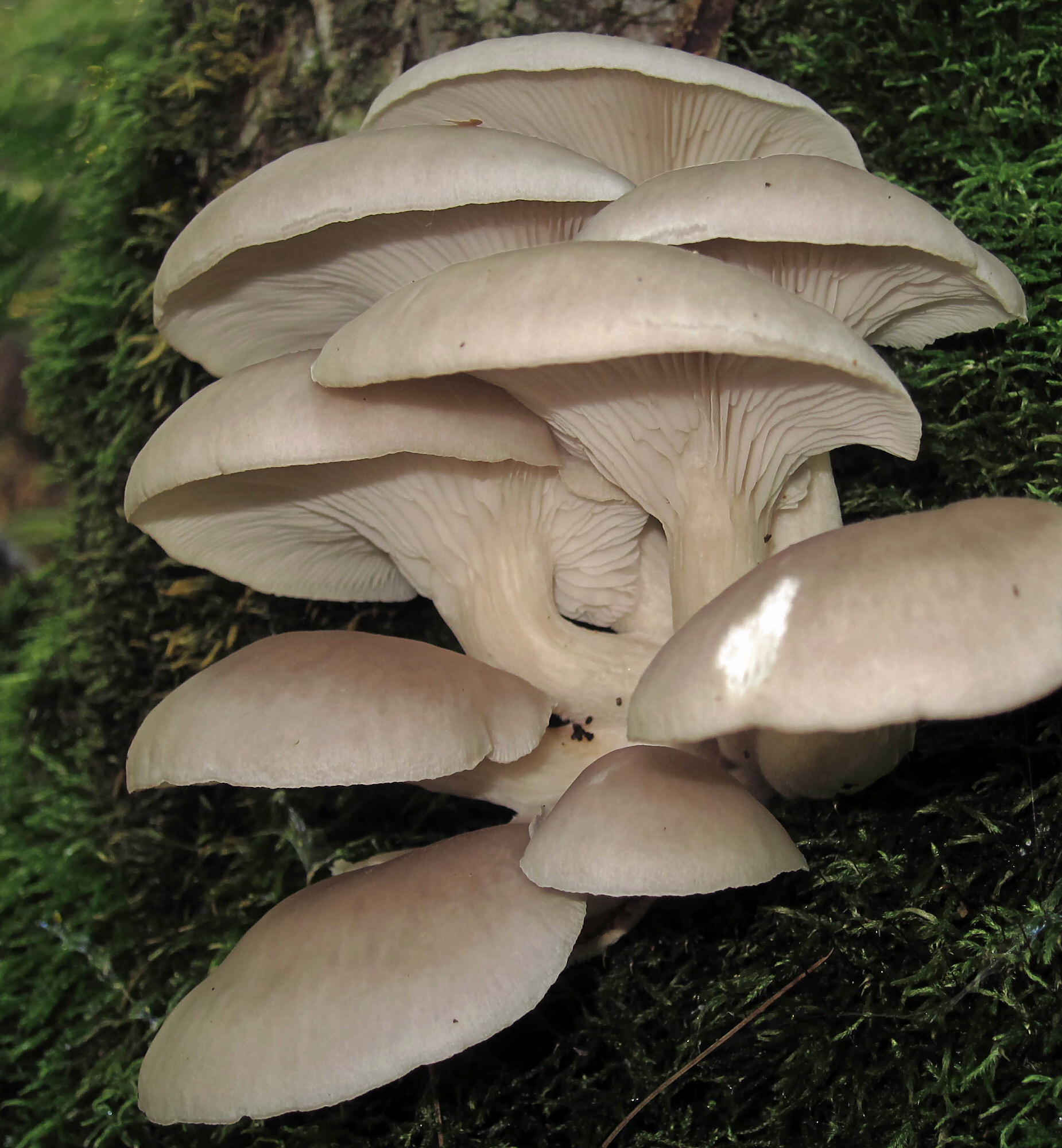
Der Austernseitling hat einen pileaten, pleurotoiden Fruchtkörper mit seitenständigem Stiel.
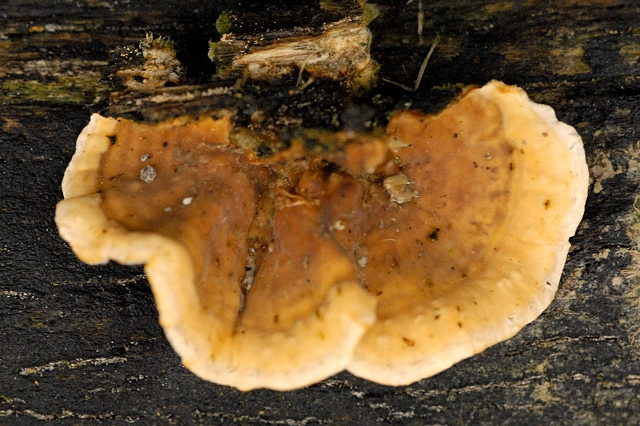
Viele Arten aus der Gattung Stereum haben effuso-reflexe Fruchtkörper, die häufig als stereoid bezeichnet werden.
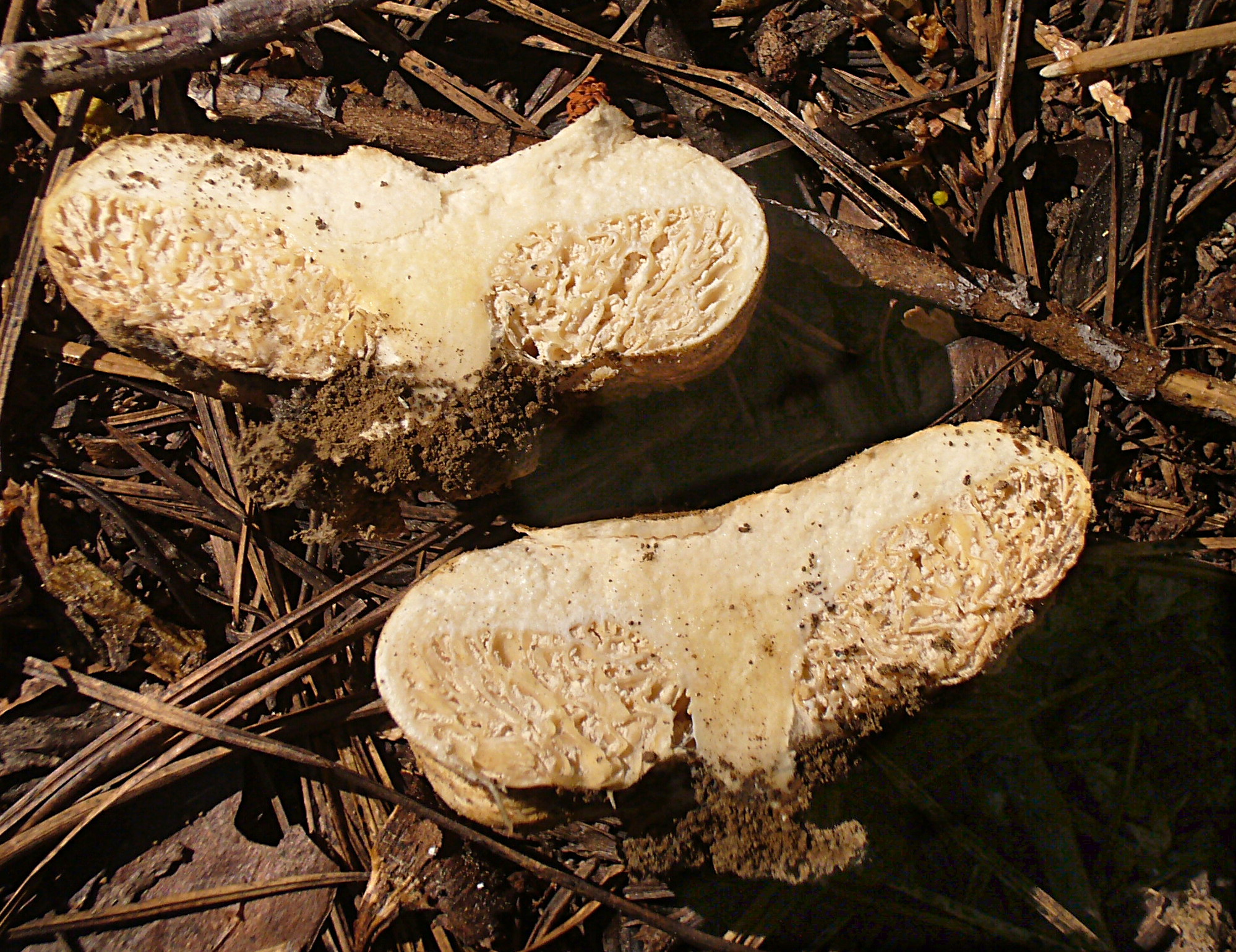
Arcangeliella crassa ein Pilz mit sekotioidem Fruchtkörper aus der Milchlingsverwandtschaft

## Hymenium im Inneren des Fruchtkörpers
Gasteroide oder sequestrate FruchtkörperAls gasteroid bezeichnet man Pilze, bei denen die Sporen im Inneren des Fruchtkörpers, in der sogenannten Gleba, gebildet werden. Meist bezeichnet man diese Pilze einfach als Bauchpilze (Gastromyceten). Die Gleba, das sporenbildende, fertile Innere des Fruchtkörpers, liegt über der sterilen Subgleba und ist bei einigen Bauchpilzen durch eine pergamentartige Trennschicht, das Diaphragma, von dieser getrennt. Gleba und Subgleba werden gemeinsam von einer von der Peridie, der Außenhülle des Fruchtkörpers, umschlossen. Die Peridie ist meist mehr schichtig aufgebaut. Das innere Schicht einer zweischichtigen Peridie, wird als Endoperidie, die äußere als Exoperidie bezeichnet. Fruchtkörper, die eine vorgeformte Öffnung zur Sporenausbreitung haben, werden als angiocarp, solche ohne vorgeformte Öffnung als cleistocarp bezeichnet. Erdsterne besitzen eine scheitelständige Öffnung der Endoperidie, die man als Peristom bezeichnet, sie haben angiocarpen Fruchtkörper, während die Fruchtkörper der Trüffel, die keine Öffnung besitzen, cleistocarp sind.
Früher wurden die Bauchpilze als eigenständige Verwandtschaftsgruppe angesehen, neuere molekularbiologische Untersuchungen haben aber gezeigt, dass Bauchpilze innerhalb der Basidiomyceten mehrmals unabhängig voneinander entstanden sind.
In der neueren Literatur wird häufig der Begriff sequestrat verwendet. Als sequestrat werden Basidio- oder Ascomyceten bezeichnet, die ihre Sporen nicht aktiv freisetzen, sondern bei denen die Basidien oder Asci im Inneren des Fruchtkörpers heranreifen. Die Bezeichnung kann sowohl für echte Trüffel, als auch für trüffelartige oder secotioide Fruchtkörper verwendet werden.

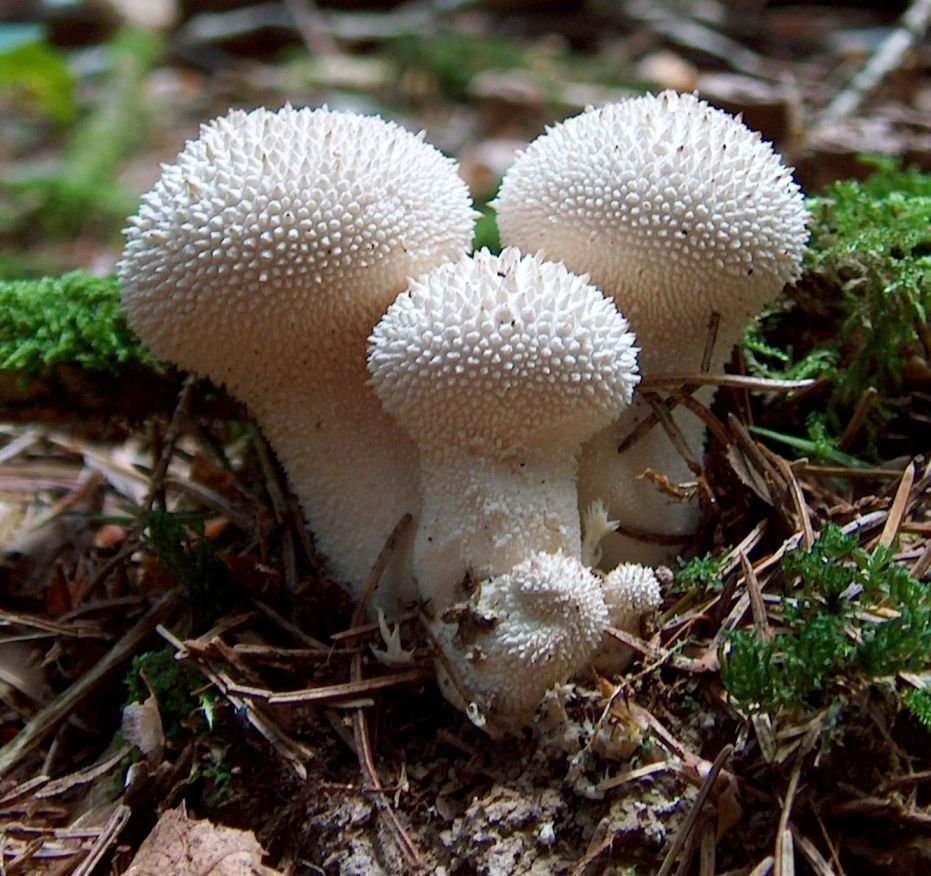
Der Flaschenstäubling hat einen gasteroiden Fruchtkörper.
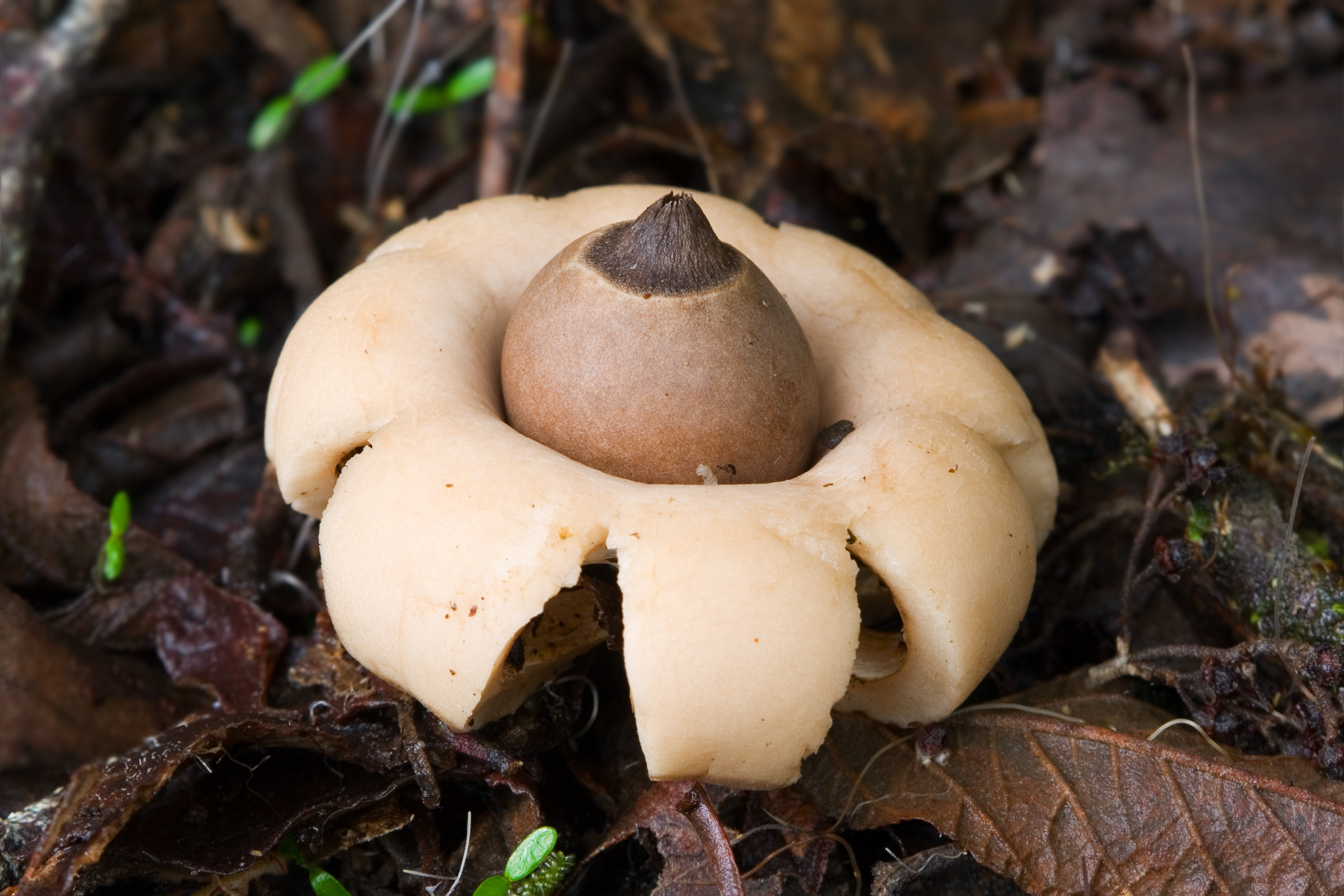
Auch bei Erdsternen werden die Sporen im Inneren des Fruchtkörpers gebildet.
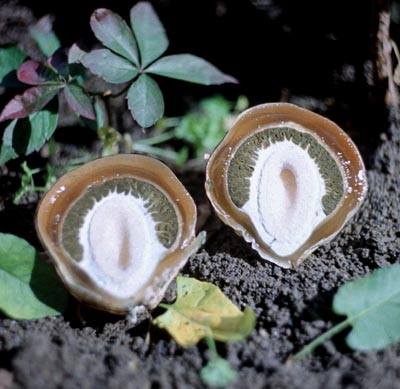
Nur noch im Jugendstadium als Hexenei ist erkennbar, dass die Stinkmorchel eigentlich ein Bauchpilz ist.
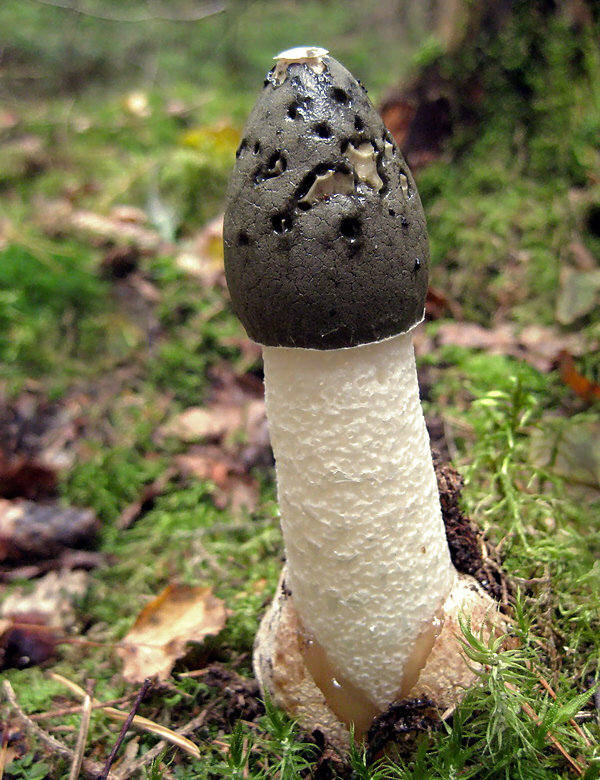
Bei der reifen Stinkmorchel ist die sporenbildende Gleba als schwarzgrüne Masse auf dem Hut zu sehen.

## Lage der Fruchtkörper
Epigäische FruchtkörperDie Fruchtkörper wachsen oberirdisch, wie das bei den meisten Pilzen der Fall ist. Pilze mit oberirdischen Fruchtkörpern werden auch als Epigäen bezeichnet.
Hypogäische FruchtkörperAls hypogäisch werden Fruchtkörper bezeichnet, die unterirdisch im Boden wachsen, wie das typisch für die Trüffel oder Falsche Trüffel ist. Pilze mit unterirdischen Fruchtkörpern werden auch als Hypogäen bezeichnet.

## Fruchtkörper bei Bakterien
Bakterien der Gattung Myxobacteria, wie Myxococcus xanthus oder Stigmatella aurantiaca, sind ebenfalls zur Fruchtkörperbildung befähigt. Diese entstehen als Abschluss eines für Prokaryoten außergewöhnlich komplexen Lebenszyklus durch Bildung einer mehrzelligen Struktur von bis zu über 0,5 mm Größe. Die Fruchtkörper sind deshalb teilweise schon mit bloßem Auge erkennbar. Je nach Art können dabei einzelne oder verzweigte Fruchtkörper entstehen.
Die Fruchtkörper enthalten Myxosporen, die den Bakterien primär als Verbreitungseinheit dienen und eher weniger als Überdauerungsform.